# Bahía de San Francisco
La bahía de San Francisco (del inglés: San Francisco Bay) es un estuario y bahía poco profunda a través de la cual se drena aproximadamente el cuarenta por ciento del agua del estado de California, que proviene de los ríos Sacramento y San Joaquín desde las montañas de Sierra Nevada, y que desemboca en el océano Pacífico.
Técnicamente, ambos ríos desembocan en la bahía Suisun, que fluye por el estrecho de Carquinez para encontrarse con el río Napa en la entrada a la bahía de San Pablo, que se une al final de su parte sur con la bahía de San Francisco, pero todo el grupo de bahías interconectadas a menudo se conoce como bahía de San Francisco.
La bahía de San Francisco se encuentra situada en la costa Oeste de los Estados Unidos, en California, rodeada por una región contigua conocida originalmente como Área de la Bahía de San Francisco (San Francisco Bay Area), dominada por las 3 más grandes ciudades de San Francisco, Oakland y San José.

## Geografía

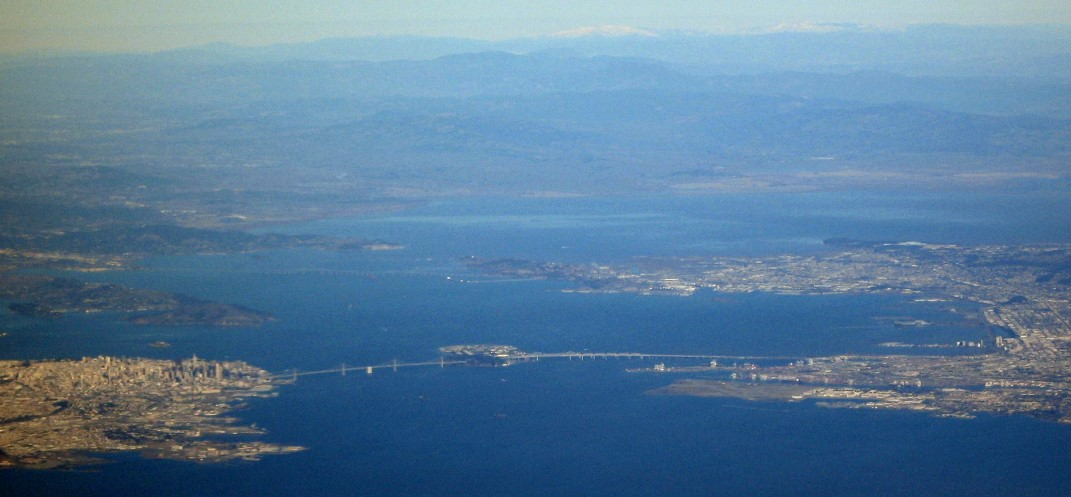
San Francisco, Oakland y el Bay Bridge que une ambas ciudades.

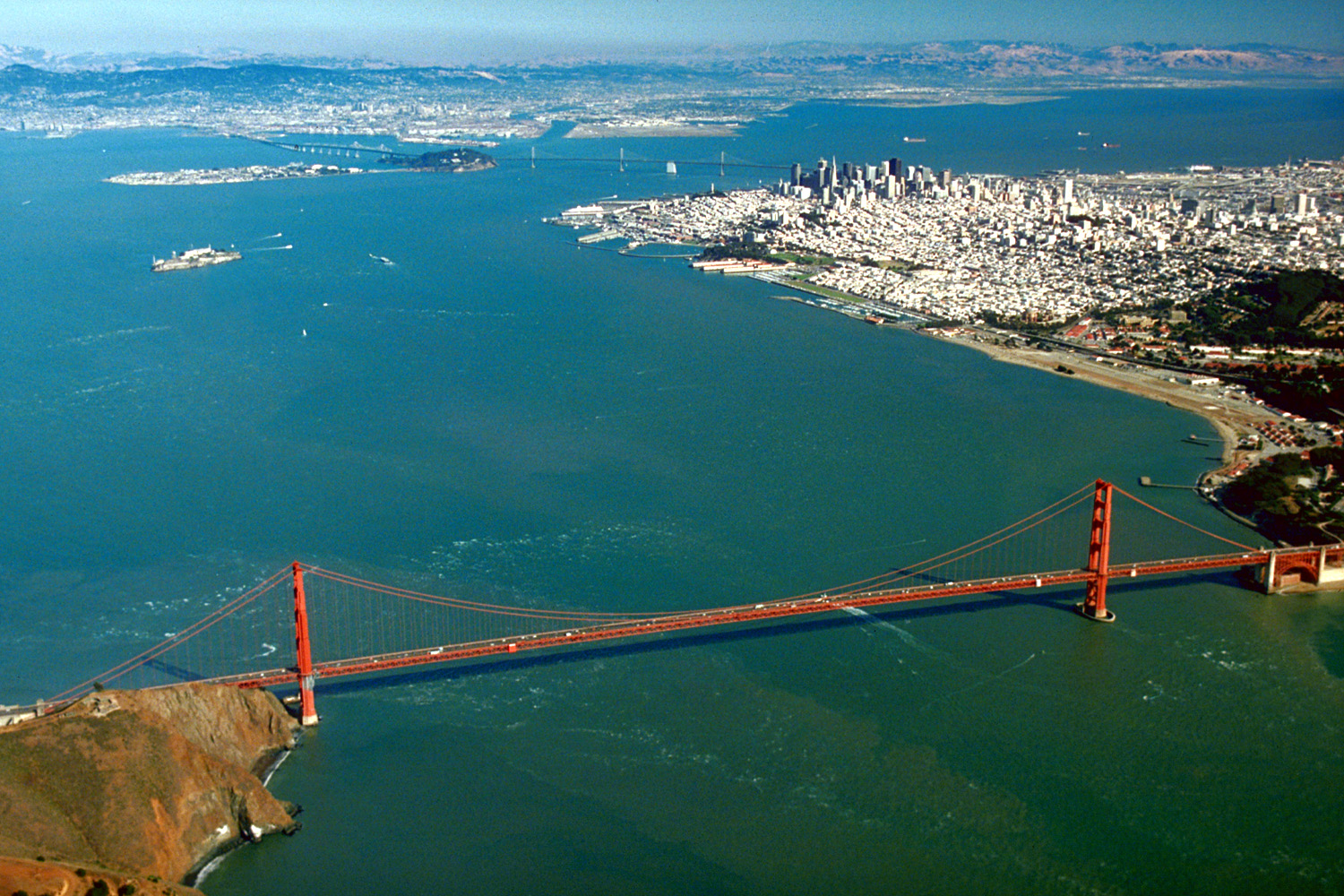
El puente Golden Gate con la bahía al fondo.

La bahía cubre entre 1040 y 4160 kilómetros cuadrados, según cuales subbahías (como la de San Pablo), estuarios, pantanos, etcétera se incluyan en la medida. La parte principal de la bahía mide de 5 a 20 km de amplitud de este a oeste y entre 77 y 97 km de norte a sur.
La bahía era navegable en su parte sur hasta San José hasta la década de los años 1850, cuando la minería hidráulica del oro vertió cantidades masivas de sedimento de los ríos que se depositaron en aquellas partes de la bahía que tenía poca o ninguna corriente. Más tarde, los humedales y los estuarios fueron rellenados artificialmente, reduciendo el tamaño de la bahía desde mediados de la década de los años 1800 aproximadamente en un tercio. Recientemente, las grandes áreas de humedales han sido restauradas, haciendo confusa la cuestión del tamaño de la bahía. A pesar de su valor como canal y puerto, muchos miles de acres de humedales pantanosos que forman los bordes de la bahía fueron considerados durante muchos años como espacio desperdiciado. Por ello, el suelo se excavó para proyectos de construcción o dragado de canales que a menudo era vertido en los humedales y otras partes de la bahía como un vertedero de basura. Desde mediados de la década de los años 1800 hasta finales de la década de los años 1900, más de un tercio de la bahía original fue rellenado y a menudo se construyó en él. El terreno profundo, húmedo en estas áreas, es propicio a la licuefacción durante los terremotos, y la mayor parte de los principales daños cerca de la bahía en el terremoto de Loma Prieta del año 1989 ocurrió en estructuras de estas áreas. El Distrito de Marina de San Francisco, fuertemente dañado por el terremoto del mismo año, fue construido sobre los rellenos que habían sido colocados allí para la Exposición Universal de San Francisco, aunque la licuefacción no ocurriera a gran escala. En la década de los años 1990, el Aeropuerto Internacional de San Francisco realizó la propuesta de rellenar cientos de acres para ampliar sus atestadas pistas internacionales de aterrizaje a cambio de la compra de otras partes de la bahía y convertirlas de nuevo en humedales. La idea era, y sigue siendo, polémica.
Hay cuatro islas grandes en la bahía de San Francisco. Aislada en el centro de la bahía está Alcatraz, donde está situada la famosa penitenciaría federal. La montañosa isla "Yerba Buena" está perforada por un túnel que une los márgenes Este y Oeste del puente San Francisco-Oakland Bay Bridge. Adjunta a ésta por su parte norte está la isla artificial Isla Treasure, lugar de la Exposición Universal del año 1939. Más cercana a la orilla, la isla Ángel era anteriormente conocida como la «Isla Ellis del Oeste» porque sirvió como punto de entrada para inmigrantes del Asia oriental. El estrecho de Mapache, entre la ciudad de Tiburón e isla Ángel, es la parte más profunda de la bahía. La prisión federal de la isla de Alcatraz ya no funciona, y el complejo es ahora un popular lugar turístico.

## Geología
Se piensa que la bahía de San Francisco representa una hendidura bajo la corteza de la tierra entre la falla de San Andrés al oeste y la falla de Hayward al Este, aunque la naturaleza precisa de esta hipótesis siga en estudio.[cita requerida] Esta hipótesis establece que durante la última época glacial, la cuenca ahora llena por la bahía era un gran valle lineal con pequeñas colinas, similares a la mayor parte de los valles de las montañas de la costa. Los ríos del valle central desembocaron al mar por un cañón donde está ahora el estrecho Golden Gate. Cuando los grandes casquetes polares se derritieron, el nivel del mar se elevó 300 pies (unos cien metros) en 4.000 años, y el valle se llenó con el agua del océano Pacífico, convirtiéndose en una bahía. Las pequeñas colinas se convirtieron en islas.

## Historia

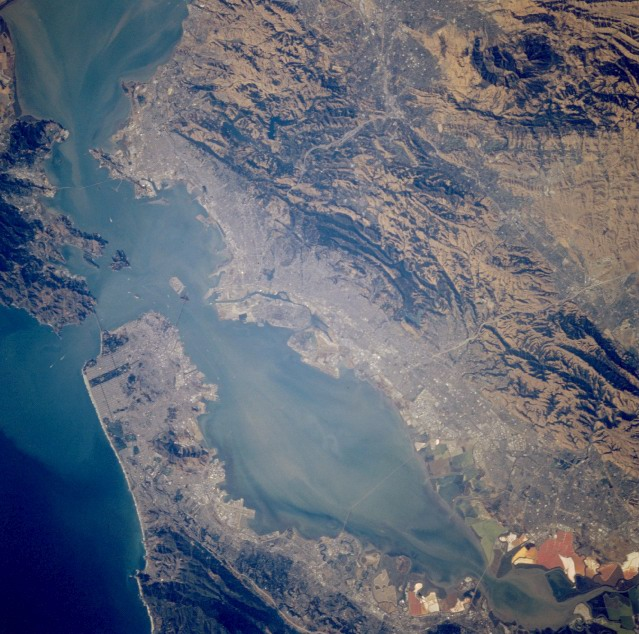
Bahía de San Francisco desde el espacio, septiembre de 1994.

El primer descubrimiento europeo registrado de la bahía de San Francisco fue el 4 de noviembre del año 1769, cuando el explorador español Gaspar de Portolá, incapaz de encontrar el puerto de Monterrey (California), continuó hacia el norte hasta cerca de lo que es en la actualidad Pacífica. Escaso de agua y comida, Portolá con una expedición de 63 hombres y 200 caballos dejó la costa para viajar tierra adentro, alcanzando la cumbre de 370 m del Sweeney Ridge, desde donde vio la bahía de San Francisco. Sweeney Ridge está localizado en el norte del condado de San Mateo y ahora forma parte del Golden Gate National Recreation Area donde un monumento marca el lugar del descubrimiento. El lugar figura en la lista del National Register of Historic Places (NPS-68000022) como "No. 394: Site of the Discovery of San Francisco Bay" (Lugar del Descubrimiento de la Bahía de San Francisco).
Se cree que el primer europeo en entrar en la bahía fue el explorador español Juan de Ayala, que pasó por el estrecho Golden Gate el 5 de agosto del año 1775 en su barco San Carlos, y amarró en una bahía de la isla Ángel ahora conocida como Ayala Cove.
Esta bahía famosa era el centro del establecimiento americano en el Lejano Oeste durante el siglo XIX. Desde la década de los años 1820 en adelante, los presidentes americanos y los partidarios de la expansión codiciaban la bahía como un gran puerto natural en el océano Pacífico. Después de muchos esfuerzos fracasados de comprar la bahía y varias áreas a su alrededor, la Armada y el Ejército de los Estados Unidos se apoderaron de la región perteneciente a México durante la Intervención estadounidense en México (1845-1848). El 2 de febrero del año 1848, California fue anexionada a los Estados Unidos con la firma del Tratado de Guadalupe Hidalgo. Un año y medio más tarde, California solicitó unirse a los Estados Unidos el 3 de diciembre del año 1849 y fue aceptada como el 31.eɽ estado de la unión el 9 de septiembre del año 1850. Durante la fiebre del oro de California de los años 1848-1850, la bahía de San Francisco se convirtió al instante en uno de los mayores puertos del mundo, dominando el embarque y el transporte en el Oeste americano hasta los últimos años del siglo XIX. La importancia regional de la bahía llegó a su punto máximo cuando el ferrocarril transcontinental alcanzó su terminal Oeste en Alameda el 6 de septiembre del año 1869. La terminal fue cambiada al muelle de Oakland dos meses más tarde, el 8 de noviembre del año 1869.
La bahía de San Francisco sigue dando soporte a uno de los más densos establecimientos de producción industrial y urbano de los Estados Unidos. El Área de la Bahía de San Francisco es la segunda mayor área urbana del Oeste americano con aproximadamente 8 millones de residentes.

## Ecología

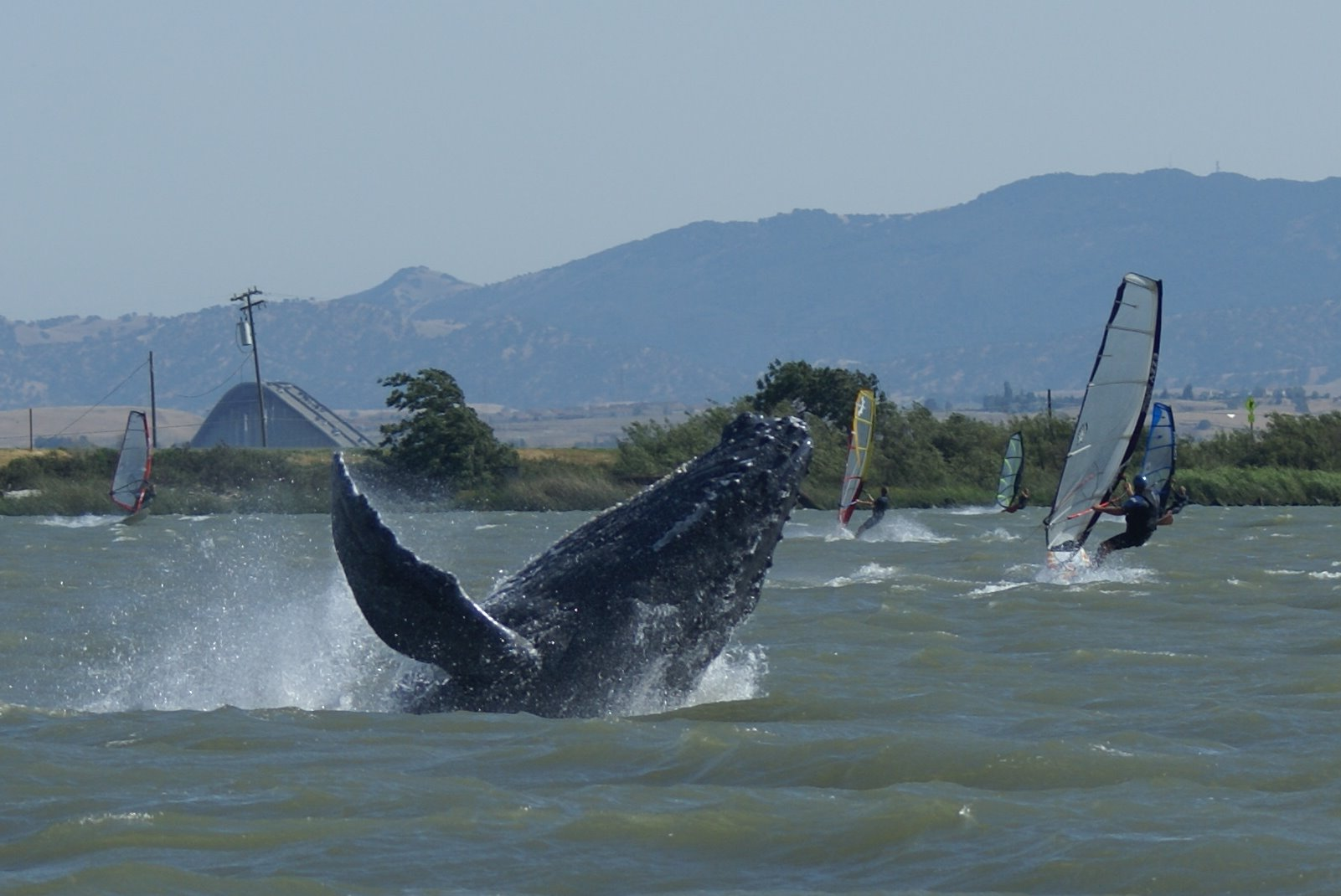
La cría de ballena "Dawn" en el río Sacramento en 2007, con el puente Antioch visible en la distancia.

A pesar de su carácter urbano e industrial, la bahía de San Francisco y el delta fluvial de los ríos Sacramento y San Joaquín contienen los que quizás sean los hábitats ecológicos más importantes de California. El cangrejo Dungeness de California (cancer magister), el fletán del Pacífico, y los caladeros de salmón del Pacífico confían en la bahía como lugar de cría. Las pocas marismas saladas que aún existen actualmente representan la mayor parte de los pantanos salados existentes en California, sosteniendo varias especies en peligro y proporcionando servicios de ecosistema claves, como la filtración de contaminantes y sedimentos de los ríos. La bahía es un enlace clave en el Pacific Flyway, importante ruta de viaje norte-sur para las aves migratorias de América, que se extiende desde Alaska hasta la Patagonia. Millones de aves acuáticas usan anualmente los bajíos de la bahía como refugio. Dos especies en peligro de aves se encuentran aquí: el charrán menor de California (sternula antillarum brownii) y el rascón de California (rallus longirostris obsoletus). Los limos de la bahía expuestos proporcionan importantes áreas de alimentación a distintas especies de charadriiformes, pero las capas subyacentes del limo plantean riesgos geológicos para las estructuras cercanas de muchas partes del perímetro de la había. Forma parte de la red hemisférica de reservas para aves playeras como sitio de categoría hemisférico.
La bahía de San Francisco proporcionó el primer refugio de fauna nacional, el lago artificial Merritt de Oakland (construido en la década de los años 1860) y el primer Refugio urbano de Fauna Nacional de América, el San Francisco Bay National Wildlife Refuge (SFBNWR) (1972).
La mayor parte de los SFBNWR consisten en estanques de evaporación de sal comprados o arrendados a la Compañía de Sal Leslie y sus sucesores, Cargill. Estos estanques producen la sal para varios objetivos industriales, como lejía de cloro y fabricación de plásticos, así como soporte de densas poblaciones de artemias, para su utilización como áreas alimenticias para las aves acuáticas. En el año 2003, California y Cargill concertaron una de las mayores compras de tierra privada en la historia estadounidense, donde los gobiernos estatal y federal pagaron aproximadamente 200 millones de dólares por 65 km² de estanques de sal en el sur de la bahía. SFBNWR y los biólogos estatales esperan restaurar algunos estanques comprados recientemente como humedales de marea.
El rango estacional de temperatura del agua en la bahía oscila entre unos 8 °C (46 °F) y 23 °C (73 °F).
La popular ballena jorobada Humphrey entró dos veces en la bahía de San Francisco en migraciones errantes, y fue rescatada con éxito y desviada en ambas ocasiones a finales de la década de los años 1980 y a principios de la década de los años 1990. Esto ocurrió otra vez con Dawn y Delta, una madre y su cría, en el año 2007.
La industria, la minería, y otros usos del mercurio han causado su distribución extendida en la bahía, con su consiguiente consumo por el fitoplancton y la contaminación de la pesca de la bahía. En el mes de noviembre del año 2007, un barco llamado COSCO Busan chocó con el puente San Francisco-Oakland Bay y se vertieron 58.000 galones de fueloil, creando el mayor derrame de petróleo en la región desde el año 1996.

## Rellenos de la bahía y perfil de profundidad
El perfil de la bahía de San Francisco cambió drásticamente a finales del siglo XIX y de nuevo con la iniciación de dragados por parte del Cuerpo de Ingenieros del Ejército de los Estados Unidos en el siglo XX. En torno al año 1860, la mayor parte de las orillas de la bahía (excepto las orillas rocosas, como las del estrecho Carquinez, a lo largo de la costa Marin, Punto Richmond o el área del estrecho Golden Gate) contenía extensos humedales que regulaban de forma imperceptible con agua dulce las marismas saladas y los lodos de la marea. Un profundo canal atravesó el centro de la bahía, siguiendo el antiguo valle anegado.
En la década de los años 1860 y hasta principios del siglo XX, las minas vertieron enormes cantidades de barro y grava de las operaciones de minería hidráulica en la parte alta de los ríos Sacramento y San Joaquín. Las estimaciones de GK Gilbert del total de escombros vertidos calcularon en más de ocho veces la cantidad de roca y escombros que se movieron durante la construcción del canal de Panamá. Este material fluyó a través los ríos, que cada vez más erosionó en un sedimento más y más fino, hasta que alcanzó la bahía. Parte de este material se asentó, rellenando las bahías de Suisun, San Pablo y la bahía de San Francisco, en orden decreciente de severidad.
Hacia el final del siglo XIX, estos residuos habían rellenado la mayor parte de las zonas bajas de la bahía, levantando el perfil de toda la bahía. Se crearon nuevas marismas en algunas áreas.
En los últimos años del siglo XIX y primeras décadas del siglo XX, por orden de funcionarios políticos locales y de peticiones del Congreso, el Cuerpo de Ingenieros del Ejército estadounidense comenzó a dragar los ríos Sacramento y San Joaquín y los canales profundos de la bahía de San Francisco. Este trabajo ha continuado sin interrupción desde entonces, con una cuantiosa subvención federal del transporte marítimo de la bahía de San Francisco. Parte del material de dragado se vertió inicialmente en las zonas bajas de la bahía (incluso ayudaron a crear "la Isla de Tesoro" en los antiguos bajíos al norte de la isla Yerba Buena) y usados para levantar una isla en el delta del Sacramento-San Joaquín. El efecto neto del dragado ha sido mantener un estrecho canal profundo —más profundo quizás que el canal original de la bahía— a través de una bahía mucho menos profunda. Al mismo tiempo, la mayor parte de las áreas de marismas se han rellenado o bloqueado su acceso a la bahía con la construcción de diques.

## Transportes

Puentes de la bahía:
(1) Richmond-San Rafael,
(2) Golden Gate,
(3) San Francisco-Oakland Bay,
(4) San Mateo-Hayward,
(5) Dumbarton.

La bahía de San Francisco ha sido atravesada por navíos desde la llegada de europeos. Los pueblos indígenas usaron sus canoas para pescar y recoger almejas a lo largo de la costa. La era de la vela trajo barcos que se comunicaban con el resto del mundo así como sirviendo como primeros transbordadores y cargueros dentro de la bahía y también entre la bahía y los puertos interiores, como las ciudades de Sacramento y Stockton. Estos fueron gradualmente sustituidos por buques impulsados por vapor que comienzan a finales del siglo XIX. Pronto fueron establecidos varios astilleros alrededor de la bahía, que aumentaron durante los tiempos de guerra.
La bahía de San Francisco está atravesada por cinco puentes: el Golden Gate (que fue el mayor puente colgante del mundo por la longitud de su vano central en el momento de su construcción), el Richmond-San Rafael, el Bahía de San Francisco-Oakland (conocido como Bay Bridge), el Hayward-San Mateo y el puente Dumbarton. La bahía también está atravesada por el Transbay Tube, un túnel submarino por el que circula el Bay Area Rapid Transit (BART). Antes de la construcción de estas infraestructuras, el transporte transbahía estaba dominado por flotas de transbordadores operados por la Southern Pacific, la Union Pacific, y la compañía de tránsito Key System. Sin embargo, en décadas recientes, los barcos han regresado, principalmente atendiendo a pasajeros que viajan a diario del condado de Marin, aliviando el cuello de botella de tráfico del puente Golden Gate.
La bahía también continúa sirviendo como un importante puerto de transporte internacional, servido por una gran instalación de contenedores operada por el puerto de Oakland, y dos instalaciones más pequeñas en Richmond y San Francisco.

## Recreo
La bahía de San Francisco es una meca para los amantes de los deportes náuticos, tanto barcos como kitesurf y windsurf, debido a los uniformes fuertes vientos generados termalmente del oeste/noroeste —escala de Beaufort 6 (15-25 nudos) es común durante las tardes de verano— y la protección contra los fuertes oleajes del mar abierto. Los yates y las regatas son pasatiempos muy populares en la bahía.

## Galería de imágenes

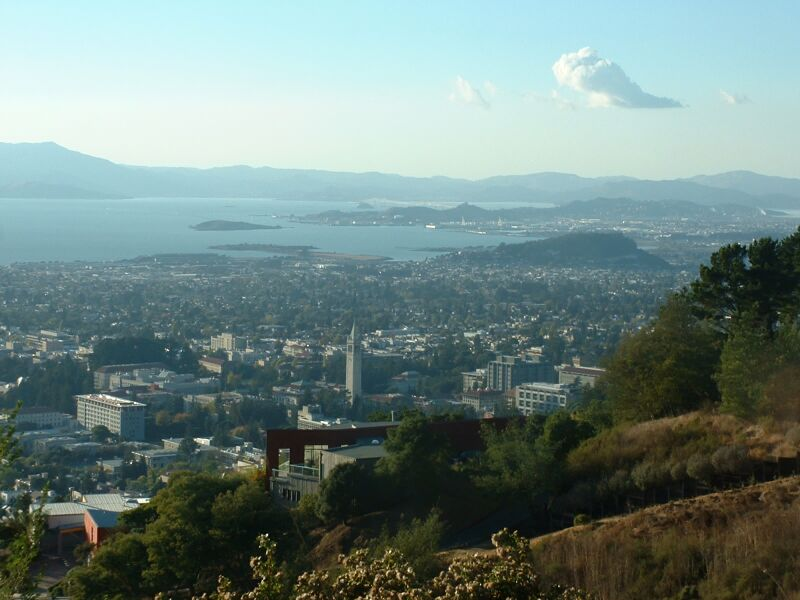
La ciudad de Berkeley, la bahía y el condado de Marin al fondo vistos desde la reserva Claremont Canyon
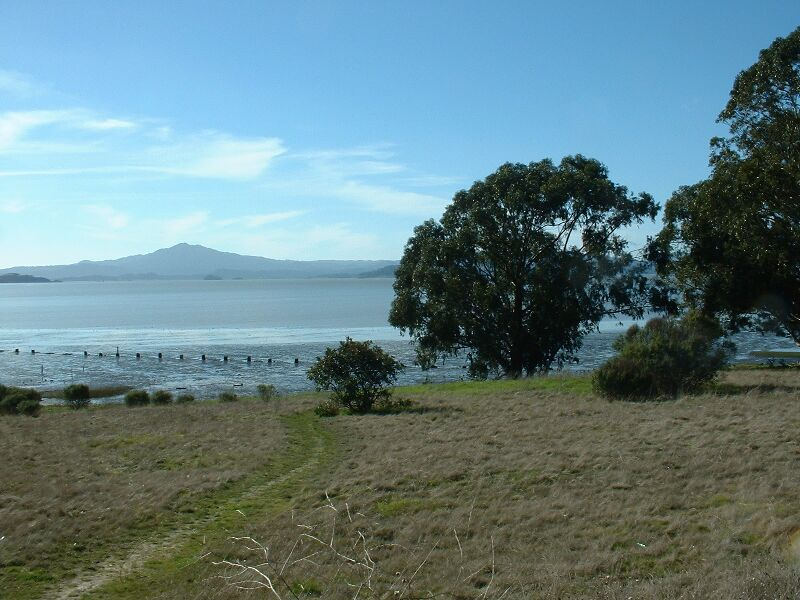
Monte Tamalpais visto a través de la bahía de San Pablo en el Point Pinole Regional Shoreline en Richmond
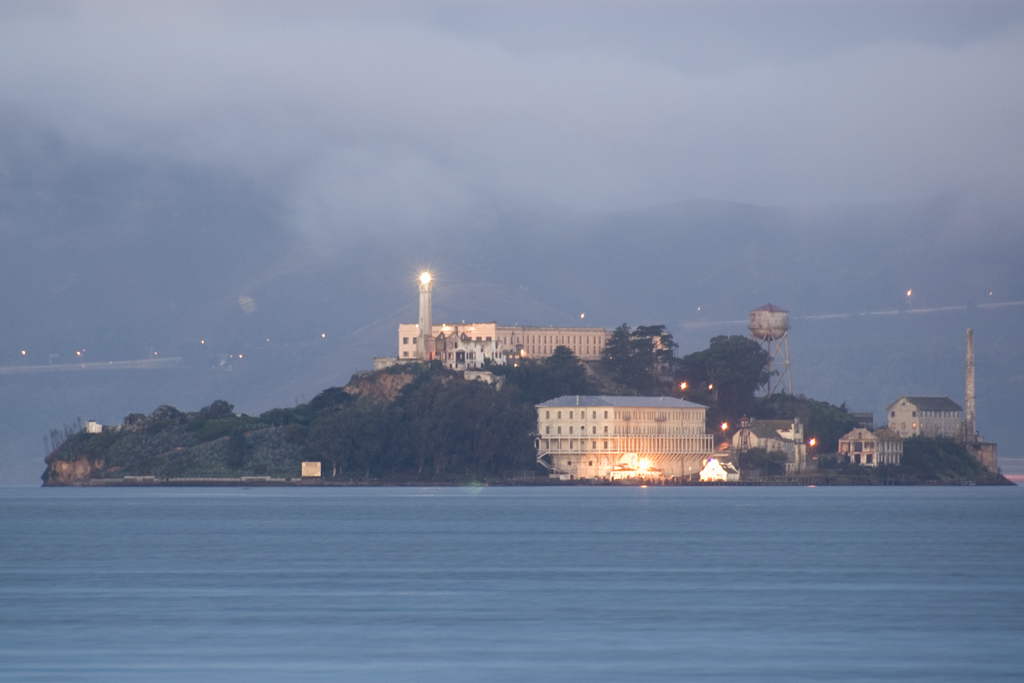
Alcatraz al amanecer
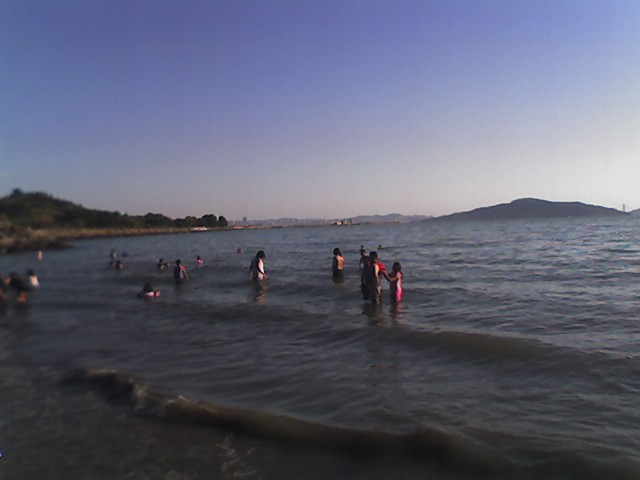
Playa de Kellar en el Miller/Knox Regional Shoreline (Parque Regional del Litoral Miller-Knox) de Richmond